# Michael Dummett
Michael Anthony Eardley Dummett,(London, 27. lipnja 1925. – Oxford, Oxfordshire, 27. prosinca 2011.), bio je britanski filozof.  1999. dodijeljen mu je naslov viteza.

## Životopis
Michael Dummett je pohađao Winchester College, prije nego što je započeo studij na Christ Church Collegu pri Oxfordu. Poslije završenog studija počinje raditi na oxfordskom All Souls Collegu, kao asistent. Profesor na Oxfordu postaje 1979. a na tom mjestu ostaje sve do 1992. kada postaje emeritus. Tijekom ovog perioda radio je i pri oxfordskom New Collegu. Konvertirao je na katolicizam 1944., i bio je prakticirajući katolik.
Dummett je pisao o povijesti analitičke filozofije, a pridonio je znanosti kroz istraživanja o filozofiji matematike, logici, filozofiji jezika, i metafizici. Razvio je proporcionalni izborni sustav, i pisao je znanstvene radove o tarotu, zakone za useljenike i o gramatici engleskog jezika.
1995. nagrađen je Schockovom nagradom za logiku i filozofiju.
Usporedo sa znanstvenim radom Dummett je bio i politički aktivan od 1960-ih, borio se protiv rasizma i za prava manjina.